# Ján Krošlák
Ján Krošlák (ur. 17 października 1974 w Bratysławie) – słowacki tenisista, reprezentant w Pucharze Davisa, olimpijczyk z Atlanty (1996), parlamentarzysta.

## Życiorys

### Kariera tenisowa
Zawodowym tenisistą był w latach 1994–2004. W grze pojedynczej odniósł 2 triumfy w zawodach rangi ATP World Tour oraz uczestniczył w 1 finale. W grze podwójnej był finalistą 1 turnieju rangi ATP World Tour.
W 1996 zagrał na igrzyskach olimpijskich w Atlancie. Z konkurencji singla odpadł w pierwszej rundzie, wyeliminował go MaliVai Washington. W rozgrywkach gry podwójnej poniósł porażkę wspólnie z Karolem Kučerą – para przegrała w pierwszej rundzie z Brytyjczykami Neilem Broadem i Timem Henmanem.
W latach 1994–2002 reprezentował Słowację w Pucharze Davisa. Bilans tenisisty w tych zawodach wyniósł 17 zwycięstw i 9 porażek. W rankingu gry pojedynczej najwyżej był na 53. miejscu (13 września 1999), a w klasyfikacji gry podwójnej na 215. pozycji (23 czerwca 1997).

### Działalność zawodowa i polityczna
W późniejszych latach zajął się działalnością trenerską, został menedżerem akademii tenisowej w Bratysławie. W wyborach w 2020 z ramienia ugrupowania Zwyczajni Ludzie uzyskał mandat posła do Rady Narodowej. W 2022 związał się z ugrupowaniem Jesteśmy Rodziną.

## Finały w turniejach ATP World Tour
| Legenda                                      |
| -------------------------------------------- |
| Wielki Szlem                                 |
| Igrzyska olimpijskie                         |
| Tennis Masters Cup / ATP Finals              |
| ATP Masters Series / ATP Tour Masters 1000   |
| ATP International Series Gold / ATP Tour 500 |
| ATP International Series / ATP Tour 250      |

### Gra pojedyncza (2–1)
| Końcowy wynik | Nr | Data                 | Turniej       | Nawierzchnia    | Przeciwnik       | Wynik finału  |
| ------------- | -- | -------------------- | ------------- | --------------- | ---------------- | ------------- |
| Zwycięzca     | 1. | 15 października 1995 | Tel Awiw-Jafa | Twarda          | Javier Sánchez   | 6:3, 6:4      |
| Zwycięzca     | 2. | 2 lutego 1997        | Szanghaj      | Dywanowa (hala) | Aleksandr Wołkow | 6:2, 7:6(2)   |
| Finalista     | 1. | 25 października 1998 | Ostrawa       | Dywanowa (hala) | Andre Agassi     | 2:6, 6:3, 3:6 |

### Gra podwójna (0–1)
| Końcowy wynik | Nr | Data                 | Turniej | Nawierzchnia    | Partner      | Przeciwnicy             | Wynik finału |
| ------------- | -- | -------------------- | ------- | --------------- | ------------ | ----------------------- | ------------ |
| Finalista     | 1. | 20 października 1996 | Ostrawa | Dywanowa (hala) | Karol Kučera | Sandon Stolle Cyril Suk | 6:7, 3:6     |